# Zwergelfe
Die Zwergelfe (Mellisuga minima), auch Zwergkolibri genannt, ist eine Vogelart aus der Familie der Kolibris (Trochilidae). Das Verbreitungsgebiet der Art umfasst Teile von Jamaika, Hispaniola und Inseln nahe bei Hispaniola. Der Bestand wird von der IUCN als „nicht gefährdet“ (least concern) eingeschätzt.

## Merkmale
Die Zwergelfe erreicht eine Körperlänge von etwa 6 bis 7 cm bei einem Gewicht der Männchen von 2,7 g und der Weibchen von 3,6 g. Der winzige Kolibri hat eine matte metallisch bronzegrüne Oberseite und eine stumpfe weiße Unterseite. Der Schnabel wirkt stumpf schwarz. Die Männchen haben einen leicht nach innen gewölbten Schwanz, während der Schwanz der Weibchen etwas größer und abgerundet ist. Die äußersten Steuerfedern sind weitgehend weiß gefleckt. Jungvögel ähneln den Weibchen.

## Verhalten und Ernährung
Den Nektar holen Zwergelfen von den Blüten der Pflanzen der Gattungen Pachystachys, Anacardium, Seidenpflanzen, Bourreria, Kordien, Lemaireocereus, Opuntien, Bauhinien, Caesalpinien, Delonix, Tamarindenbaum, Weiße Mangrove, Ageratum, Heidelbeeren, Croton, Harfensträucher, Köcherblümchen, Malvengewächse, Miconia, Acacia, Calliandra, Crotalaria, Bleiwurz, Securidaca, Cephaelis, Hamelia, Ixora, Morinda, Russelia, Dunalia, Holmskioldia, Wandelröschen, Nyctanthes und Stachytarpheta.

## Lautäußerungen
Der Gesang, den Zwergelfen von frei stehenden Sitzmöglichkeiten ausstoßen, ist ziemlich laut und besteht aus einer Reihe hoher metallischer Pieps-Töne. Außerdem singen sie während ihrer Balzflüge, was deutlich weniger metallisch klingt. Hierbei steigen die Paare in erhebliche Höhe auf, greifen sich gelegentlich mit den Beinen, bevor sie zu Boden fallen. Die kehllautigen Summlaute klingen wie bssr oder wie ein weiches zwitscherndes Rasseln. Während der Jagd klingen die Laute hell und ihr Zwitschern nimmt ab. Im Flug klingt der rüttelnde Flügelschlag bienengleich.

## Fortpflanzung
Die Brutsaison zieht sich über das ganze Jahr, doch brüten Zwergelfen auf Hispaniola hauptsächlich zwischen Dezember und Mai, auf Jamaika von Dezember bis Februar. Das Nest bauen sie meist bodennah in Büschen und bringen es an der Seite der Zweige an. Nester findet man normalerweise in einer Höhe zwischen 0,3 bis 3 Meter über dem Boden. Das kelchartige Nest besteht aus Baumwollfasern, Flechten, Moos, Rinde und Spinnweben. Das Gelege besteht aus zwei Eiern, wobei ein Ei 0,4 g wiegt. Die Brutzeit beträgt 12 Tage und nur das Weibchen brütet. Ein frisch geschlüpftes Küken wiegt nur 0,3 g. Mit etwa 19 bis 22 Tagen werden die Nestlinge flügge.

## Migration
Über das Zugverhalten gibt es wenig verlässliche Daten, doch scheinen Zwergelfen auf Hispaniola als Strichvogel temporär zwischen verschiedenen Höhenlagen zu ziehen. Sehr wahrscheinlich sind sie aber Standvögel. Auf Puerto Rico wurde auch schon ein Irrgast entdeckt.

## Verbreitung und Lebensraum

Verbreitungsgebiet der Zwergelfe

Die Zwergelfe lebt in offenen Laubbaum- und Kiefernwäldern, Gebüschen, schattigen Kaffeeplantagen, Hecken und Gärten. Man findet sie nicht in dichten feuchten Wäldern. Auf Hispaniola gibt es Berichte von Vorkommen in Höhenlagen zwischen Meeresspiegel und 1600 Metern.

## Unterarten
Es sind zwei Unterarten bekannt:
- Mellisuga minima minima (Linnaeus, 1758)[3] – die Nominatform kommt auf Jamaika vor.
- Mellisuga minima vielloti (Shaw, 1812)[4] – die Unterart kommt auf Hispaniola und den nahe angrenzenden Inseln Île de la Tortue, Île de la Gonâve, Île à Vache, Isla Catalina und Isla Saona vor. Sie ist dunkler als die Nominatform. Die Männchen haben längere Flügel und einen etwas stärker gegabelten Schwanz.[1]

Ornismia Catharinæ Sallé, 1849 gilt heute als Synonym für M. m. vielloti.

## Etymologie und Forschungsgeschichte
Ursprünglich beschrieb Carl von Linné die Zwergelfe unter dem Namen Trochilus minimus. Als Sammelort gab Linné pauschal Amerika an. Im Jahr 1760 führte Mathurin-Jacques Brisson den neuen Gattungsnamen Mellisuga ein. Der Begriff leitet sich von den lateinischen Wörtern mel, mellis für „Honig“ und sugere für „saugen“ ab. Der erste Teil kann auch vom griechischen μέλι, μέλιτος méli, mélitos ebenfalls für „Honig“ abgeleitet werden. Minima leitet sich vom lateinischen minimus für „kleinste(r), geringste(r)“ ab. Vielloti ist Louis Pierre Vieillot gewidmet, der den Kolibri unter dem Namen l'Oiseau-Mouche à ventre gris beschrieb und illustrierte. Catharinæ ist Marie Catherine Sallé geb. Taillard (1789–1860), der Mutter von Auguste Sallé, gewidmet.